# Хлорелла
Хлорелла (от греч. χλωρός, «зелёный» и лат. -ella — уменьшительный суффикс) — род одноклеточных зелёных водорослей, относимый к отделу Chlorophyta. Имеет сферическую форму, от 2 до 10 мкм в диаметре, не имеет жгутиков. Хлоропласты хлореллы содержат хлорофилл a и хлорофилл b. Для процесса фотосинтеза хлорелле требуются только вода, диоксид углерода, свет, а также небольшое количество минералов для размножения.
Очень распространённой является Chlorella vulgaris, постоянно встречающаяся массами в воде и в грязи луж, канав и прудов. Часто развивается она, а также родственная ей форма, Chlorella infusionum в лабораториях и домашнем быту в сосудах с водой или с растворами пепсина и сахара, покрывая зеленоватым налётом внутреннюю поверхность стекла.

## Физиология
Организация и цикл развития хлореллы состоят в следующем: вегетативное тело их состоит из одной шарообразной или овальной клетки с толстой оболочкой, которая, по мнению одних авторов (Brandt, Dangeard), состоит из целлюлозы, а по мнению других (Г.Энтц, Фаминцын, Аверинцев и др.) — из прозрачного студенистого вещества, лишённого целлюлозы. Такое разногласие во мнениях произошло в силу того, что иногда оболочка хлореллы не даёт типичного для целлюлозы фиолетового окрашивания от реактива хлорцинкиода, а потому вопрос этот остаётся пока открытым. Размеры шарообразных вегетативных клеток колеблются, по данным различных авторов, от 1,5 мкм до 12 мкм. В каждой такой клетке находится гомогенная протоплазма, очень маленькое ядро, прекрасно окрашивающееся гематоксилином, и лентовидный или округлый пластинчатый стенкоположный (пристенный) хроматофор с одним или, реже, с двумя пиреноидами. Г. Энтц описывал в клетках хлореллы ещё особые сократительные вакуоли, подобные таковым у хламидомонад, но позднейшими исследователями его утверждения были опровергнуты.
Бейеринк изучил питание хлореллы и нашёл, между прочим, что для добычи необходимого азота они нуждаются не только в пептоне, но и в каком-нибудь углеводе, например, в сахаре, а потому он причислил их к установленной им физиологической группе пептон-углеводных организмов.

## Образ жизни
Некоторые виды известны уже с давних времён своим симбиозом с животными, и первоначально принимались за органы последних, но ещё Брандт и Г.Энтц, независимо друг от друга, впервые признали за ними экзогенное происхождение, показав, что зелёные шарообразные тельца, наблюдаемые в теле некоторых животных, — самостоятельные организмы, причём Брандт отнёс эти тельца к особому роду водорослей, назвав его Zoochlorella. Но как свободноживущие хлореллы, так и зоохлореллы различных животных имеют совершенно одну и ту же организацию, проходят совершенно одинаковые стадии развития и отличаются только образом жизни, а потому Бейеринк и соединил их в один общий род Chlorella, тем более, что единственный отличительный признак зоохлорелл от хлорелл, а именно только что упомянутый симбиотический образ жизни первых с некоторыми низшими животными, оказывается непостоянным признаком, так как Брандт, а за ним и позднейшие учёные, Кесслер, Гаманн, Шевяков, Фаминцын, Бейеринк и Аверинцев, доказали, что изолированные зоохлореллы могут существовать на свободе и при этом так же энергично размножаться, как и в теле животных.
Сожительство хлореллы с животными представляет собою типичный пример комменсализма (проживания за счёт организма-хозяина без нанесения этому хозяину вреда) в виде квартирантства. Неоднократно было замечено, что не все экземпляры хлореллы остаются в теле простейших живыми, но иногда перевариваются последними. Явление это различно толковалось авторами, и только впоследствии удалось выяснить условия, при которых хлореллы либо погибают в организме животных, особенно простейших, либо остаются жить в них: у простейших можно легко различить три слоя протоплазмы в каждой особи: наружную, альвеолярную плазму, служащую покровом для двух последующих слоёв, среднюю, кортикальную плазму, не участвующую в пищеварении, и внутреннюю эндоплазму, заведующую пищеварением организма. Если хлорелла попадает в эндоплазму, то она переваривается животным, если же она попадёт в кортикальный слой плазмы, то она остаётся жить в симбиозе с животным, так как этот слой плазмы не принимает участие в пищеварении.

## Использование
Хлорелла используется для производства кислорода в замкнутых экосистемах. В 1967—1978 годах в объектах БИОС-1, БИОС-2 и БИОС-3 использование хлореллы в пищу не удалось.
По своей питательности эта водоросль не уступает мясу и значительно превосходит пшеницу. Если в пшенице содержится 12 % белка, то в хлорелле его более 50%.
Может также использоваться для биологической очистки сточных вод. Для очистки в России колонии хлорелл были введены во многие водоёмы: с 2009 года в озёра Казанского зооботсада, с 2010 — в Нижнетагильский пруд и Леневское водохранилище на реке Тагил, в 2012 году в пруд Тверского ботанического сада, в 2014 — в Графский и Орловский пруды Санкт-Петербурга (в конце 2017 года в Графском пруде патогенные водоросли подавлены). Однако в Нижнем Тагиле произошёл всплеск цветения сине-зелёных водорослей с массовым мором рыбы, в Ижевском пруду введение хлореллы не принесло успеха из-за многочисленных донных отложений. Хлорелла выращивается пока что только в Воронеже.
Планктонный штамм хлореллы ИФР №С-111 был выделен советским учёным Богдановым Н. И. в 1977 году из Нурекского водохранилища. Благодаря своим уникальным свойствам планктонный штамм позволил значительно упростить биотехнологию культивирования хлореллы и технологию хранения маточной культуры. Новый штамм позволил ввести хлореллу в рацион крупного рогатого скота, свиней, птиц, кроликов, пчёл, рыб; использовать хлореллу для очистки сточных вод, альголизации водоёмов.
До настоящего времени во всём мире хлорелла использовалась только в виде суспензии, сухой биомассы (порошка или таблеток) или пасты. Каждый из этих видов имеет свои недостатки. Порошок имеет худшую усваиваемость, чем суспензия. Паста лишена комплекса метаболитов и требует консервации. Загущение суспензии путём отстаивания требует времени и ёмкостей больших объёмов.
В концентрате хлореллы (КХ) сочетаются все достоинства товарной суспензии хлореллы с точки зрения её усваиваемости и биологической ценности. Концентрат хлореллы содержит не только живые клетки хлореллы, но и полный спектр водорастворимых метаболитов хлореллы, которые содержатся в культуральной среде. При этом КХ оказался высоко технологичным в практическом использовании. Его можно легко включать в любые существующие системы поения и кормления животных, а также при производстве гранулированного комбикорма. Альголизация комбикорма товарной суспензией хлореллы сама по себе малоэффективна из-за низкой плотности клеток хлореллы в товарной суспензии. КХ позволяет получать практически любую необходимую концентрацию клеток хлореллы в гранулированном комбикорме. Одновременно комбикорм обогащается полным спектром водорастворимых метаболитов хлореллы, содержащихся в культуральной среде. В сравнении с товарной суспензией хлореллы транспортные расходы уменьшились в десятки раз.

## Применение в медицине и в качестве пищевой добавки
В XXI веке в западных странах (например, в США и Канаде) хлорелла стала использоваться в качестве добавки к пище. Польза хлореллы обусловлена высоким содержанием в ней белка и витаминов. В хлорелле особо высоко содержание железа, что позволяет использовать её в терапии железодефицитных анемий.
Ряд исследований демонстрирует эффективность хлореллы в качестве дополнительной терапии при лечении вирусных инфекций, таких как гепатит C и цитомегаловирус. Эффект связывают с иммуностимулирующими свойствами компонентов, входящих в состав клеточной стенки данной водоросли.
Также отмечается использование хлореллы в качестве лечения наркотической и алкогольной зависимостей.